# Estação São Conrado
A Estação São Conrado é uma estação da linha 4 do metrô do Rio de Janeiro. Localizada no início do bairro de São Conrado, junto à Rocinha, é a última estação da linha na zona sul da cidade. Assim como as outras quatro estações construídas como parte da linha 4, a estação São Conrado já está em funcionamento.
Possui integração com as vans da Rocinha e Vidigal.

## Localização
A estação localiza-se na porção inicial do litorâneo bairro de São Conrado, no sopé do morro que abriga a Rocinha, às margens da estrada da Gávea. Apesar da distância do local a outras regiões do bairro, como a cortada pela estrada das Canoas, o secretário estadual de Transportes, em entrevista dada antes do início das obras, afirmou que toda a área será atendida:
| “ | A nova estação será utilizada tanto pelos moradores da Rocinha como pelos moradores de São Conrado. A intenção do Governo do Estado é desenvolver a mobilidade de toda a região. Estamos certos de que, além da agilidade no deslocamento da população, a chegada do metrô a São Conrado será vital para a recuperação urbanística local. | ” |

## Acessos
Possui três acessos à estação:
Acesso A - Rocinha
Acesso B - Aquarela do Brasil
Acesso C - Estrada da Gávea

## Polêmica com o nome da estação
Às vésperas da inauguração da Linha 4 do Metrô, parte dos moradores da Rocinha ficaram injuriados pelo fato da estação não receber o nome da comunidade, e fizeram um abaixo-assinado. Entretanto, a concessionária MetrôRio fez como compensatória colocar o nome “São Conrado/Rocinha” no acesso “A”, e também, uma citação na locução oficial dos trens na chegada a estação:
| “ | Próxima estação, São Conrado. Estação de acesso para a Rocinha. Desembarque pelo lado esquerdo. Ao desembarcar, observe atentamente o espaço entre o trem e a plataforma. (a mensagem ainda é repetida em inglês) | ” |